# The Outer Limits (album)
The Outer Limits – ósmy album studyjny kanadyjskiej grupy muzycznej Voivod

## Lista utworów
1. "Fix My Heart"	- 4:53
2. "Moonbeam Rider" - 4:10
3. "Le Pont Noir" - 5:43
4. "The Nile Song" (Pink Floyd cover)	- 4:00
5. "The Lost Machine" - 5:53
6. "Time Warp" - 3:55
7. "Jack Luminous" - 17:26
8. "Wrong-Way Street" - 3:50
9. "We Are Not Alone" - 4:28